# Bernice Rubens
Bernice Rubens (26 juli 1923-13 oktober 2004)  was een romanschrijver uit Wales. Ze werd in 1970 de eerste vrouw die de Booker Prize won voor haar roman  The Elected Member . Ze behandelde regelmatig Joodse thema's.

## Persoonlijke geschiedenis
Bernice Ruth Reuben werd op 26 juli 1923 geboren in Splott, Cardiff als derde kind in het gezin van Eli Reuben en Dorothy (geboren  Cohen) . Haar vader was een Litouwse Jood die op 16-jarige leeftijd het vasteland van Europa in 1900 verliet in de hoop een nieuw leven te beginnen in New York, maar niet verder geraakte dan Cardiff. Hij trouwde er met Dorothy Cohen, wiens Poolse familie ook naar Cardiff was geëmigreerd.
Bernice was een van de vier kinderen en kwam uit een muzikaal gezin.  Bernice slaagde er niet in de muzikale traditie van haar familie verder te zetten. Ze volgde les aan de Cardiff High School for Girls en studeerde later Engels aan de University of Wales, Cardiff, waar ze in 1947 haar Bachelor of Arts diploma behaalde. In datzelfde jaar trouwde ze met Rudolf Nassauer, een wijnhandelaar die ook poëzie en fictie schreef. Ze kregen twee dochters, Rebecca en Sharon. Het huwelijk hield twintig jaar stand.
Van 1950 tot 1955 gaf Rubens les aan een Grammar school in Birmingham, voordat ze de overstap maakte naar de filmindustrie waar ze documentaires maakte.

## Carrière als schrijfster
Rubens' eerste roman, Set On Edge, verscheen in 1960. In 1970 werd ze de eerste vrouw die de Booker Prize won voor haar roman The Elected Member.

## Bewerkingen van haar werk
Madame Sousatzka, werd in 1988 verfilmd met Shabana Azmi en Shirley MacLaine . De musical Sousatzka werd in 2017 in Toronto geproduceerd. 
I Sent a Letter To My Love uit 1975, werd in 1981 verfilmd door Moshe Mizraki met Simone Signoret.
Mr Wakefield's Crusade werd in 1992 door de BBC voor televisie verfilmd, met in de hoofdrollen Peter Capaldi en Michael Maloney .

## Werken
- Set on Edge (1960)
- Madame Sousatzka (1962) (verfilmd als Madame Sousatzka; dit boek is gebaseerd op de ervaringen van haar broer Harold, een wonderkindpianist, en zijn leraar Maria Levinskaya.
- Mate in Three (1966)
- Chosen People (1969)
- The Elected Member (1969) ( Booker Prize voor fictie 1970); het boek verkent de controversiële theorieën van de psycholoog Ronald Laing aan de hand van het hoofdpersonage Norman Zweck, die een mentale inzinking krijgt onder extreme druk van zijn familie.
- Sunday Best (1971)
- Go Tell the Lemming (1973)
- I Sent a Letter To My Love (1975)
- De Ponsonby-post (1977)
- A Five-Year Sentence (1978). In het Nederlands verschenen als Het dagboek (1981, ISBN 9789022975633); het verhaal van een oudere vrouw en het vijfjarig dagboek dat ze cadeau krijgt.
- Spring Sonata (1979)
- Birds of Passage (1981)
- Brothers (1983); in het Nederlands verschenen als Broers (2014, ISBN 9789044625554); het verhaal van één familie, vier generaties Bindel, met in elke generatie twee broers.
- Mr Wakefield's Crusade (1985)
- Our Father (1987)
- Kingdom Come (1990)
- A Solitary Grief(1991)
- Mother Russia (1992)
- Autobiopsy (1993)
- Hijack (1993)
- Yesterday in the Back Lane (1995)
- The Waiting Game (1997)
- I, Dreyfus (1999)
- Milwaukee (2001)
- Nine Lives (2002)
- The Sergeants' Tale (2003), speelt zich af in het Britse Mandaat Palestina in 1947.
- When I Grow Up (2005), haar autobiografie.

## Erkenning[3]
- 1970: Booker prijs voor fictie
- 1976: Literatuurprijs van de Arts Council of Wales
- 1978: op de short list van de Booker prijs voor fictie
- 1988: Literatuurprijs van de Arts Council of Wales
- 1991: Literatuurprijs van het kwartaalblad The Jewish Quarterly
- 1991: Literatuurprijs van de Arts Council of Wales
- 2000: Literatuurprijs van het kwartaalblad The Jewish Quarterly (voor I, Dreyfus)